# Львовка (Черкасская область)
Львовка (укр. Львівка) — село в Золотоношском районе Черкасской области Украины.
Население по переписи 2001 года составляло 290 человек. Почтовый индекс — 19730. Телефонный код — 4737.

## Местный совет
19730, Черкасская обл., Золотоношский р-н, с. Скориковка, ул. Ленина, 2